# Agent alkylant antinéoplasique

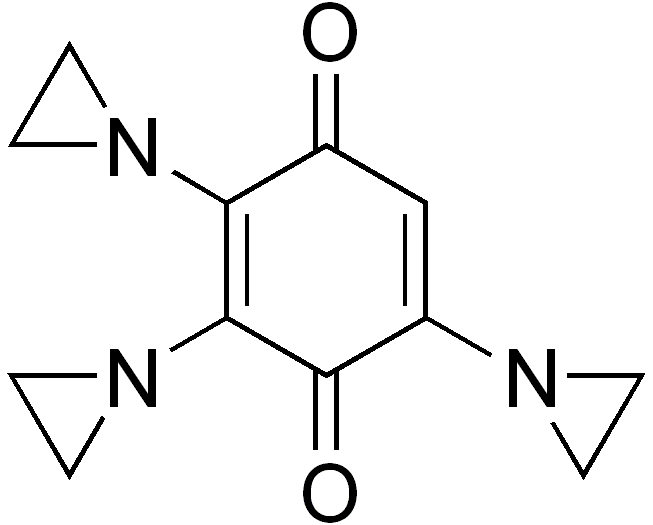
Formule topologique de la triaziquone, un agent alkylant de la famille des aziridines

Un agent alkylant antinéoplasique est un agent alkylant utilisé dans le traitement du cancer. Il agit en attachant un groupe alkyle  (CnH2n+1) à l'ADN, plus précisément sur une base guanine, sur l'azote en position 7 du cycle purine. 
Comme les cellules cancéreuses prolifèrent en général plus vite, et avec moins de correction d'erreur que les cellules saines, elles sont plus sensibles à un dégât de l'ADN, comme son alkylation. Les agents alkylants sont utilisés pour traiter divers cancers. Cependant, ils sont aussi toxiques (cytotoxique) pour les cellules normales, endommageant en particulier les cellules qui se divisent fréquemment comme celles du tractus gastro-intestinal, de la moelle osseuse, des testicules et des ovaires, ce qui peut causer des pertes de fertilité. Ils sont aussi cancérigènes. L'hyperthermie est particulièrement efficace pour renforcer les effets des agents alkylants.
Les sels de platine sont une famille d'agents alkylants très utilisés en pratique courante.